# Taichi Fukui
Taichi Fukui (japanisch 福井 太智 Fukui Taichi; * 15. Juli 2004 in der Präfektur Kanagawa) ist ein japanischer Fußballspieler.

## Karriere
Taichi Fukui erlernte das Fußballspielen in der Jugendmannschaft von Sagan Tosu in Tosu. Die Profimannschaft des Vereins spielte in der ersten japanischen Liga, wo er 2021 auch zum Einsatz kam. Sein Erstligadebüt gab Taichi Fukui am 3. Juli 2021 (21. Spieltag) im Auswärtsspiel gegen Sanfrecce Hiroshima. Hier wurde er in der 84. Minute gegen für Daiki Matsuoka eingewechselt. Für Sagan Tosu bestritt er fünf Ligaspiele.
Zum 1. Januar 2023 wechselte Fukui nach Deutschland zum FC Bayern München. Hier unterschrieb er einen Vertrag bis zum 30. Juni 2025 und wurde in die zweite Mannschaft, die in der viertklassigen Regionalliga Bayern spielt, integriert. Bis zum Ende der Saison 2022/23 kam er in 12 Ligaspielen zum Einsatz. Auch zum Beginn der Saison 2023/24 stand der Japaner im Kader der zweiten Mannschaft. Am 15. September 2023 saß Fukui unter Thomas Tuchel beim 2:2-Unentschieden gegen Bayer 04 Leverkusen erstmals bei einem Bundesligaspiel auf der Bank, ohne jedoch eingewechselt worden zu sein. Am 26. September 2023 kam er für die erste Mannschaft beim 4:0-Sieg über Preußen Münster in der 1. Runde des DFB-Pokal-Wettbewerbs mit Einwechslung für Joshua Kimmich in der 63. Minute zum Einsatz.
Anfang Februar 2024 verlängerte Fukui seinen Vertrag bis zum 30. Juni 2026 und wechselte bis zum Ende der Saison 2023/24 auf Leihbasis zum portugiesischen Erstligisten Portimonense SC. Nach dem Abstieg mit Portimonense folgte eine weitere Leihe zum FC Arouca. Im Februar 2025 verpflichtete der FC Arouca Taichi Fukui fest.